# West Coast (песня OneRepublic)
 «West Coast»  — сингл американской музыкальной группы OneRepublic, выпущенный 25 февраля 2022 года.

## Описание
Песня была написана фронтменом Райаном Теддером в 2015 году, и с музыкальной точки зрения она уходит своими корнями в фолк-музыку с элементами поп-музыки, электропопа и поп-рока. Теддер заявил, что песня имеет уникальное звучание в поисках союза и гармонии между музыкой Gorillaz и песнями Beach Boys. В то время OneRepublic сотрудничали с U2 над альбомами Songs of Experience и Songs of Innocence, и именно во время записи с U2 Теддер поделился тем, что впоследствии стало West Coast.

## Клип
Видео, снятое Томасом Уитмором, показывает Теддера в машине, которая следует по красной линии, начерченной на карте и очерчивающей все побережье Калифорнии.